# Karabin przeciwpancerny M1918
Karabin przeciwpancerny M1918 (niem. Mauser Tank-Gewehr M1918) – niemiecki karabin przeciwpancerny, pochodzący z okresu I wojny światowej.

## Historia

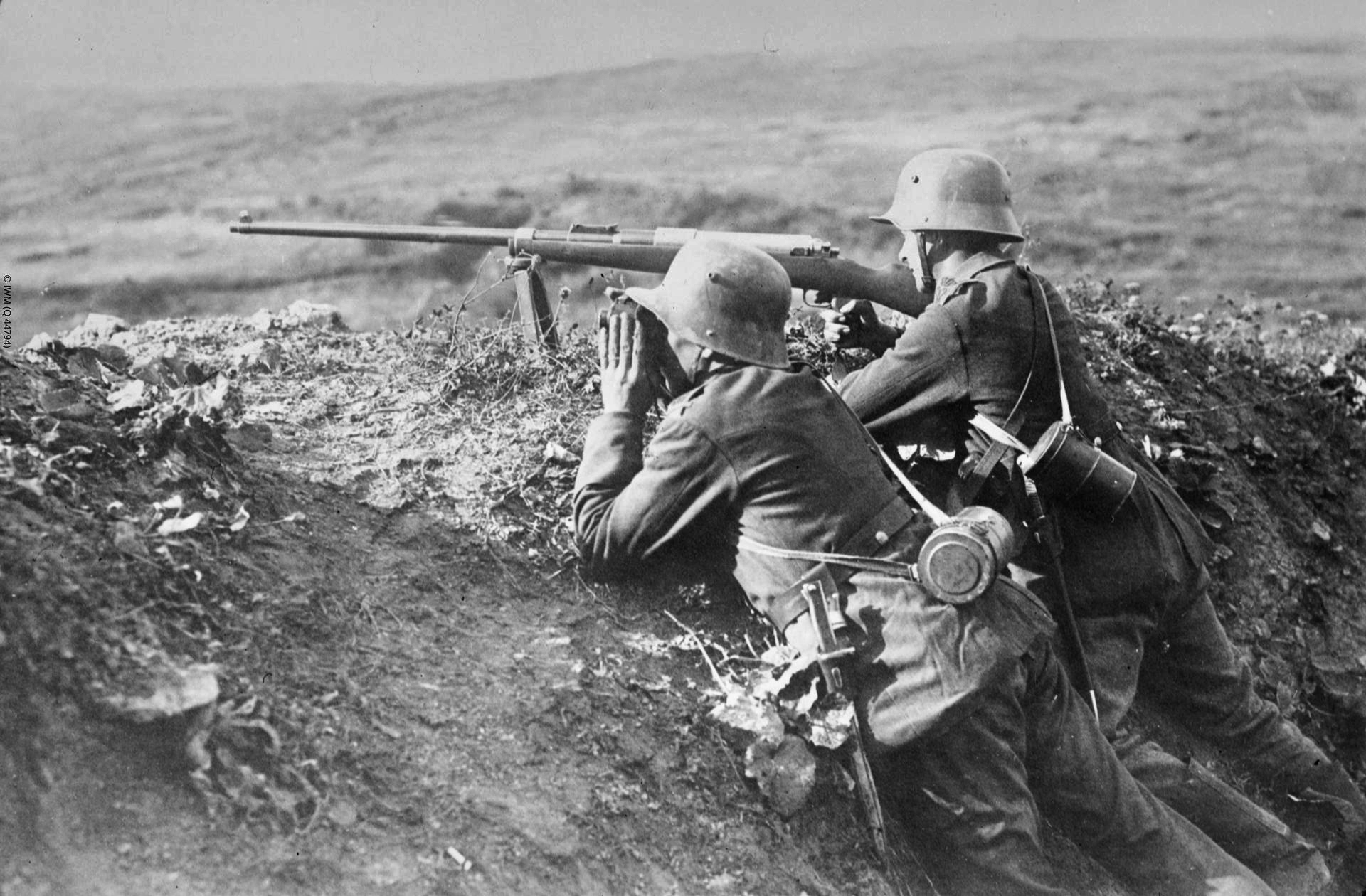
Niemieccy żołnierze z karabinem M1918 w trakcie I wojny światowej

W związku z pojawieniem się na froncie zachodnim I wojny światowej nowego rodzaju broni jakim były czołgi, w Cesarstwie Niemieckim podjęto pracę nad bronią służącą do jej zwalczania.
Na początku 1918 roku w zakładach Mausera w Oberndorf podjęto pracę nad karabinem, który mógłby służyć do zwalczania czołgów. Projekt takiego karabinu został oparty na karabinie Mauser Gewehr 98. W lutym 1918 roku został opracowany jego prototyp, a już w maju 1918 roku wprowadzono go do seryjnej produkcji, otrzymał wtedy nazwę Mauser Tank-Gewehr M1918. Systematycznie był również wprowadzany do Armii Cesarstwa Niemieckiego.
Jego produkcję zakończono w listopadzie 1918 roku w związku z rozejmem w Compiègne.

## Konstrukcja

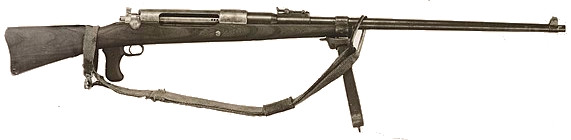
Tankgewehr M1918

Karabin przeciwpancerny M1918 był karabinem jednostrzałowym, z którego ogień prowadzono ze specjalnej podpórki (czasami jako podpórki używano dwójnogu od niemieckiego lekkiego karabinu maszynowego wz. 08/15), opierając kolbę o ramię strzelca.
Do strzelania używano nabojów 13,25 × 92 mm z pociskiem przeciwpancernym z rdzeniem stalowym o masie 51,5 g, elaborowanych 13 g prochu bezdymnego. Pocisk taki z odległości 100 m przebijał tarczę stalową o grubości 25 mm, z odległości 500 m – tarczę o grubości 20 mm, a z 1000 m – tarczę o grubości 15 mm.
Konstrukcja tego karabinu miała szereg wad, a do podstawowych należy zaliczyć: silny odrzut, małą manewrowość i niewielką szybkostrzelność. Niepoprawne oparcie broni mogło być też niebezpieczne dla strzelca, dlatego nazywano go „łamaczem obojczyków”. Po pierwszych próbach, w zakładach Mauser Aktiengesellschaft zamówiono 30 000 egzemplarzy tej broni.